# 사사키 히로카즈
사사키 히로카즈(일본어: 佐々木 博和, 1962년 2월 16일 ~ )는 일본의 전 축구 선수이다.

## 구단 경력
1980년 일본 사커 리그의 마쓰시타 전기에 입단했다. 1990년에 천황배 우승을 차지했다. 1992년 J1리그의 베르디 가와사키로 이적했다. 1994년 재팬 풋볼 리그의 세레소 오사카로 이적했다. 1994년 재팬 풋볼 리그 우승으로 J1리그로 승격했다. 1995년후 현역 은퇴.